# أنتوني جورج بيكر
أنتوني جورج بيكر (2 فبراير 1849 - 17 فبراير 1918) كان رجل دين بروتستانتيًا أمريكيًا وطبيبًا اعتنق الإسلام.

## خلفية
ولد أنتوني جورج بيكر في بيتسبرغ في بنسلفانيا، وكان نجل المهاجرين الألمان، الدكتور جاكوب بيكر وماري كاثرين بلات. تخرج من جامعة بنسلفانيا الغربية بدرجة بكالوريوس في الآداب وماجستير في الآداب عام 1869. وبعد ذلك التحق بالمدرسة اللاهوتية الغربية في أليغني في بنسلفانيا حيث تخرج منها عام 1873 بدرجة بكالوريوس في اللاهوت وتم ترسيمه وزير الكنيسة المشيخية. تم تعيينه في باردولف في إلينوي وبعد ذلك في الكنيسة المشيخية الوحيدة في أتلانتيك سيتي في نيو جيرسي.
وخلال فترة إقامته في أتلانتيك سيتي، اندفع بيكر أكثر فأكثر نحو الكنيسة الأسقفية الأمريكية وتحويلها إلى الكنيسة الأسقفية، وأصبح شماسا وبعد ذلك، في عام 1879، وهو كاهن رسامة. عمل كمساعد رئيس الجامعة وعميد العديد من الكنائس في بنسلفانيا، بما في ذلك، كمساعد لرؤساء كنيسة سانت جورج، فيلادلفيا وكنيسة عيد الغطاس. كما أسس كنيسة القديس سيمون في فيلادلفيا.
إلى جانب عمله كرجل دين، درس بيكر في كلية جيفرسون الطبية وتخرج كطبيب في عام 1887 متخصصًا في طب الأطفال وممارسة الطب المعياري والمعالجة المثلية. وسرعان ما تقاعد فجأة من الوزارة لممارسة الطب، وعمل في الاحتياطيات البحرية ببنسلفانيا وكطبيب في المستوصف الطبي الصيني في فيلادلفيا حيث أصبح كبير الأطباء. أصبح بيكر معروفًا بترجمته لمنظار الفونيند وتطبيقاته العملية (1898) التي أصبح استخدام السماعة الطبية الحديثة في ذلك الوقت معترفًا به على نطاق أوسع. قاده اهتمامه بالتاريخ واللغات والأديان الشرقية إلى دراسة لغات أوروبية مختلفة بالإضافة إلى العربية والصينية حيث قام بيكر بنشر ثقافات وأديان الناطقين بها وقدموا أوراقًا تاريخية حولها. كما قدم أوراقًا أمام معهد كوبر الأدبي في فيلادلفيا وعمل لفترة رئيسًا له.

## التحول إلى الإسلام
كان أقرب اتصال معروف لجورج بيكر بالمتحولين المسلمين الأمريكيين في أغسطس 1893 عندما نشر محمد ألكسندر رسل وب، وهو أمريكي آخر اعتنق الإسلام، مقطعًا من عمل بيكر يتعلق بالعلاقة بين المسيحيين في العصور الوسطى والمسلمين في القدس في صحيفته العالم الإسلامي. وفقًا للمؤلف باتريك د. بوين، كان بيكر على اتصال بألكسندر وب وربما كان قد أدار شركته الشرقية للنشر من مكتب بريد فيلادلفيا في عام 1892 وعام 1894. كان معروفًا بمحاضراته عن الإسلام في فيلادلفيا وربما ارتبط سرا بمجموعة من حوالي 20 مسلما اعتنقوا المدينة خلال هذه الفترة. شملت اتصالات بيكر الإسلامية خارج الولايات المتحدة المتحول الإنجليزي عبد الله كويليام، وفي يناير 1896 حدد صراحةً كمسلم في رسالة إلى صحيفة الهلال.
كما كان لبيكر صلات بحركة الجماعة الأحمدية في الهند من خلال مجلة الحركة الصادرة باللغة الإنجليزية، The Review of Religions، والتي كان وب يتواصل معها أيضًا. بدأ اتصاله بالحركة في عام 1904 وكان نتيجة لكتاباته التي وجدت طريقها إلى الهند ولفت انتباه المفتي محمد صادق، تلميذ ميرزا غلام أحمد. كان بيكر من بين عدد من الشخصيات الأوروبية والأمريكية التي كان صادق قد أقام معها اتصالًا خلال حياة غلام أحمد وقد ورد ذكره في المجلد الخامس من كتاب غلام أحمد البراهين الأحمدية (1905؛ البراهين الأحمدية). في رده الأول على رسالة صادق بتاريخ 28 أكتوبر 1904، أكد بيكر العقيدة الإسلامية، وذكر أنه مسلم ممارس ومؤيد لطريقة غلام أحمد. في المراسلات اللاحقة، كان أكثر مباشرة في تأكيده لدور غلام أحمد وفي عبارات الولاء لحركة الأحمدية -وعلى الرغم من أنه لا يبدو أنه قد بدأ بشكل رسمي في الحركة- فإنه يُحسب ضمنها على أنه أحد أقدم الأحمديين الأمريكيين. ظل على اتصال بالحركة حتى وفاته عام 1918، وعند وصوله كمبشر إلى الولايات المتحدة عام 1920، أدرج صادق اسم بيكر بعد وفاته في قائمة أمريكيين اعتنقوا الإسلام.